# Io non ho paura (romanzo)
Io non ho paura è un romanzo del 2001 dello scrittore italiano Niccolò Ammaniti, dal quale è stato ricavato il film omonimo diretto da Gabriele Salvatores.
Nello stesso anno il libro ha vinto il Premio Viareggio per la Narrativa.
In Italia, ha venduto oltre 300.000 copie.

## Trama
Acqua Traverse è un paesino fittizio di campagna di poche case. È estate e il caldo torrido spinge gli adulti a restare in casa; il paese e le colline vicine diventano così "proprietà" di sei bambini del paese che vi possono scorrazzare a piacimento: oltre a Michele Amitrano, il protagonista, di nove anni e il più timido della compagnia, vi abitano la sorellina Maria, Antonio il capo della banda detto "il Teschio", Salvatore, Remo e Barbara.
Un giorno, dopo una gara di velocità su per una collina coltivata a grano, Michele rimane indietro a prendersi cura della sorellina Maria e a cercare i suoi occhiali, e arriva in ritardo e deve fare una penitenza. Mentre è occupato ad esplorare una casa abbandonata cade e scopre in un fosso nel terreno ben mimetizzato il corpo di un bambino; dopo aver creduto in un primo momento che fosse morto e poi che fosse pazzo (a causa delle frasi confuse e incomprensibili da lui pronunciate), Michele inizia a prendersi cura del piccolo prigioniero, andando di nascosto a trovarlo ogni giorno e portandogli del cibo. Poco per volta, un po' dalle confessioni del ragazzino e un po' dalla TV, viene a sapere che ha la sua stessa età, si chiama Filippo Carducci, figlio dell'industriale lombardo Giovanni Carducci, ed è stato rapito da una banda nella quale sembra avere un ruolo importante anche il padre di Michele. Capo dei malviventi è Sergio, un losco individuo proveniente da Roma che si installa per qualche giorno nella casa della famiglia di Michele.
Un giorno Michele va a trovare Salvatore e scopre che lui ha dodici squadre di Subbuteo; per averne una anche lui, gli racconta tutto di Filippo, a condizione che l'amico non sparga la voce. Salvatore però tradisce Michele a favore di Felice, il fratello maggiore del Teschio, e questi cattura e porta a casa sua Michele, salvo poi farsi prendere dai genitori che malmenano Felice. Arrivato a casa, Michele viene sgridato dal padre, che gli intima di non tornare mai più dal ragazzino imprigionato. Ben presto però Michele si accorge che Sergio e i suoi complici sono braccati dalla polizia, e ora hanno intenzione di uccidere Filippo. Così, nottetempo, Michele raggiunge il nascondiglio dove si trova Filippo e lo libera, rischiando la propria vita. L'ultima drammatica immagine del libro è lasciata intendere al lettore dall'ultima facciata: in essa si deduce che Pino abbia per sbaglio sparato al figlio scambiandolo per Filippo, e ora, sugli elicotteri, chiede agli stessi poliziotti, venuti per arrestarlo, di salvare il figlio.
Michele Amitrano sopravvive. Lo si sa soltanto dal fatto che è lui stesso il narratore dei fatti, 22 anni dopo gli avvenimenti.

## Personaggi
- Maria Amitrano: sorellina di 5 anni di Michele
- Salvatore Scardaccione: migliore amico e compagno di classe di Michele
- Antonio Natale o "il Teschio": dodicenne a capo del gruppo di bambini
- Nunzio Scardaccione: fratello maggiore pazzo di Salvatore
- Teresa: madre di Michele e Maria
- Felice Natale: fratello maggiore del Teschio
- Pino  Amitrano: padre di Michele e Maria
- Sergio: uomo settentrionale a capo dell'operazione di sequestro
- Pietro Mura: barbiere e padre di Barbara
- Italo Natale: padre di Antonio e proprietario del canile
- Emilio Scardaccione: padre di Salvatore e ricco avvocato

## Edizioni
- Niccolò Ammaniti, Io non ho paura, Einaudi, 2001,  p. 219, ISBN 978-88-06-18867-2.
- Niccolò Ammaniti, Io non ho paura, Arnoldo Mondadori Editore, 2005,  p. 219, ISBN 88-04-54732-4.
- Niccolò Ammaniti, Io non ho paura, Torino, Einaudi, 2011,  p. 230, ISBN 978-88-06-20769-4.